# Комплекс споруд грецького госпіталю (Ніжин)
Комплекс споруд грецького госпіталю або Будинку колишнього грецького інвалідного будинку — пам'ятка архітектури та пам'ятка історії місцевого значення у Ніжині.

## Історія
Спочатку об'єкт було внесено до «списку пам'яток архітектури знову виявлених» під назвою «Грецька богадільня та два флігелі».
Рішенням Чернігівської обласної державної адміністрації від 28.12.1998 № 856 надано статус «пам'ятника історії місцевого значення» з охоронним № 6945 під назвою «Будинку колишнього грецького інвалідного будинку».
Наказом Міністерства культури і туризму від 21.12.2012 № 1566 надано статус «пам'ятник архітектури місцевого значення» з охоронним № 10041-Чр під назвою «Комплекс споруд грецького госпіталю».

## Опис
У 1822 році відбулося урочисте освячення церкви Костянтина та Олени. Микола Павлович Зосима виступив одним з ініціаторів будівництва при храмі кам'яного корпусу інвалідного будинку для хворих та знедолених членів грецької громади. Будинок був збудований у 1821 році у формах класицизму на Московській вулиці біля Грецького цвинтаря.
Кам'яний, одноповерховий, прямокутний у плані будинок. Симетричність фасаду підкреслює 4-колонний портик, увінчаний трикутним фронтоном.